# Sudi Mampir
Sudi Mampir is een bestuurslaag in het regentschap Ogan Ilir van de provincie Zuid-Sumatra, Indonesië. Sudi Mampir telt 1803 inwoners (volkstelling 2010).